# Стала Рамануджана — Зольднера

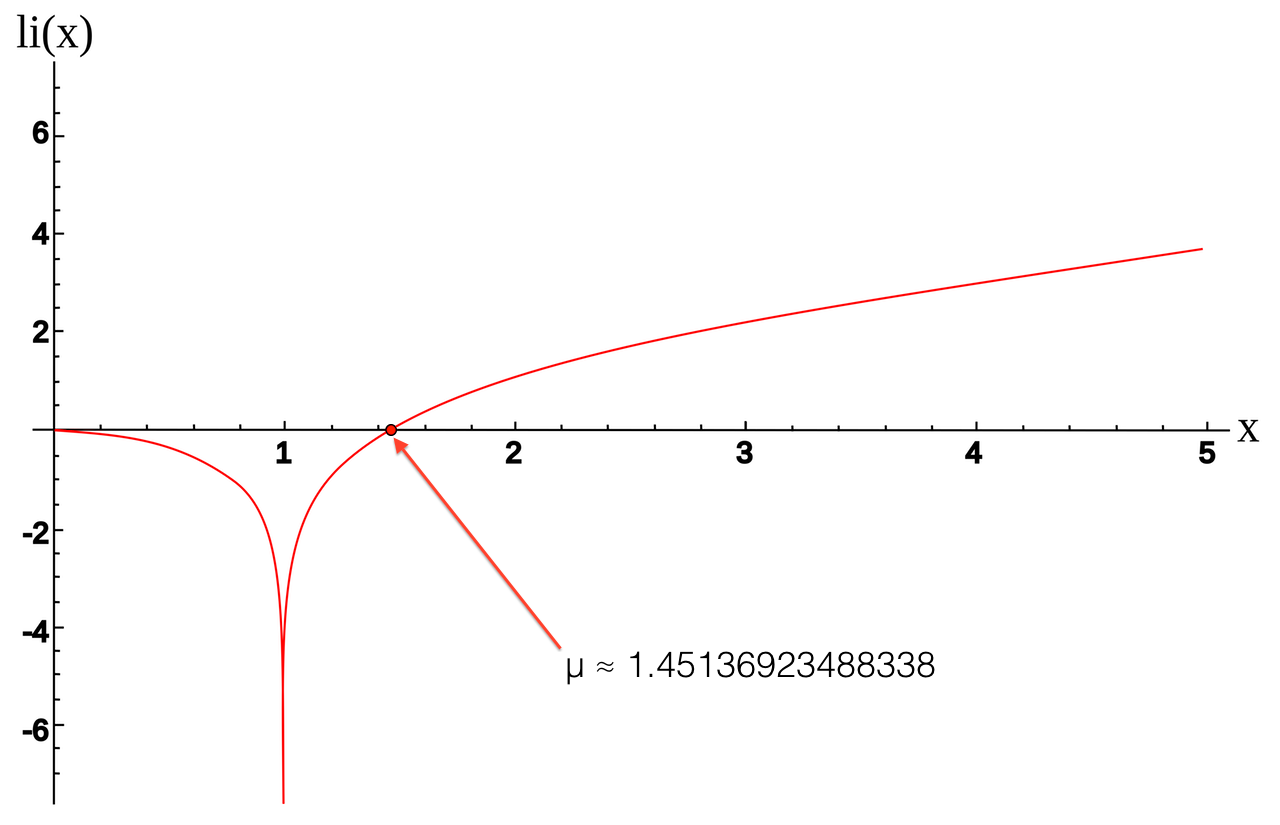
Стала Рамануджана — Зольднера на графіку інтегрального логарифма

Стала Рамануджана — Зольднера (також стала Зольднера) — значення єдиного додатного кореня інтегрального логарифма. Названо на честь Срініваси Рамануджана та Йоганна Зольднера.
Її значення μ ≈ 1,45136923488338105028396848589202744949303228… (послідовність A070769 з Онлайн енциклопедії послідовностей цілих чисел, OEIS).
Оскільки інтегральний логарифм визначено як
{\displaystyle \mathrm {li} (x)=\int _{0}^{x}{\frac {dt}{\ln t}},}
то
{\displaystyle \mathrm {li} (x)\;=\;\mathrm {li} (x)-\mathrm {li} (\mu )}
{\displaystyle \int _{0}^{x}{\frac {dt}{\ln t}}=\int _{0}^{x}{\frac {dt}{\ln t}}-\int _{0}^{\mu }{\frac {dt}{\ln t}}}
{\displaystyle \mathrm {li} (x)=\int _{\mu }^{x}{\frac {dt}{\ln t}},}
Це спрощує обчислення інтеграла. Оскільки інтегральна показникова функція задовольняє рівність
{\displaystyle \mathrm {li} (x)\;=\;\mathrm {Ei} (\ln {x}),}
то єдиний додатний корінь інтегральної показникової функції дорівнює натуральному логарифму сталої Рамануджана. Його величина ln(μ) ≈ 0,372507410781366634461991866… (послідовність A091723 з Онлайн енциклопедії послідовностей цілих чисел, OEIS).